# Udstilling
Udstilling er en fremvisning af genstande, i et udstillingsvindue eller -lokale med salg for øje, men også et museum fremvisning af f.eks. kunstgenstande eller oldtidsfund kaldes en udstilling.
Udstillingsmediet er unikt idet det kan gøre brug af alle sanser. I dagens industrialiserede samfund indtager udstillingsvinduerne, butiksinventar og indkøbscentre, udstillingshaller som gallerier og museer, udstilling af enhver art, messer, udsmykning, demonstrationer, festivaler og parader en central plads. Selv om udformningen af tv-studier og scenografi til film bruges som eksponeringsmedie.